# Emanuel Jenner

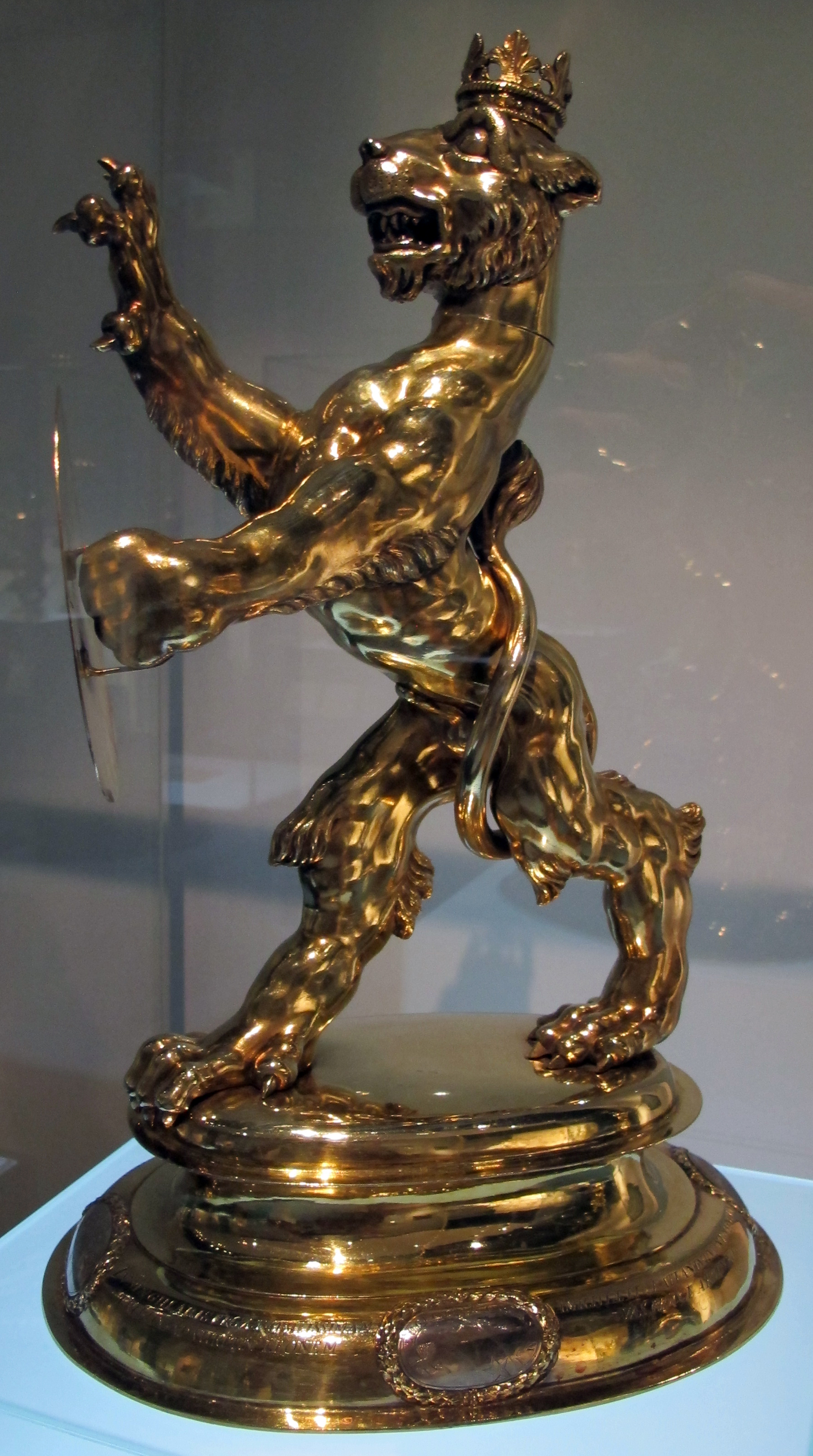
Leopard des Schultheissen Johann Rudolf Sinner (1708)

Emanuel Jenner (get. 20. März 1657 in Bern; † 12. Juli 1741 ebenda) war ein Schweizer Goldschmied und Münzmeister.

## Leben
Emanuel Jenner wurde 1657 als Sohn des Hans Rudolf Jenner, Landvogt von Landshut, in Bern geboren. Er war ein Bruder des Werkmeisters Samuel Jenner. 1681 wurde er Stubengeselle der väterlichen Gesellschaft zu Mittellöwen. Über seinen Werdegang wurde bisher nichts bekannt. Als sein frühestes Werk ist die Schale seines Onkels, des Venners Samuel Jenner dokumentiert. 1690 schuf er im Auftrag des englischen Residenten Thomas Coxe den Leoparden, den König Wilhelm III. von England dem Äusseren Stand schenkte. Jenner wurde 1694 städtischer Münzmeister. Die Zunftgesellschaft zum Affen beauftragte ihn 1698 mit der Herstellung des sogenannten Barettliaffen, Mitstifter war sein Bruder Samuel Jenner. Weitere überlieferte Werke sind die Abendmahlskelche der Kirche Zimmerwald (um 1685 und 1698), der Amazonenbecher (1701), der Bacchus mit Füllhorn (1702), der Sinner-Leopard (1708), die Villmergen-Pokale (1712) sowie der Bierhumpen mit der Wappenallianz von Werdt–von Wattenwyl. Jenner blieb bis 1725 Münzmeister.
Seine Meistermarke besteht aus den Buchstaben E I sowie Stern und Mondsichel (Familienwappen).